# Xanthorhoe frivola
Xanthorhoe frivola là một loài bướm đêm trong họ Geometridae.